# Anua alorensis
Anua alorensis är en fjärilsart som beskrevs av M.Gaede 1938. Anua alorensis ingår i släktet Anua och familjen nattflyn. Inga underarter finns listade i Catalogue of Life.